# Callochromis melanostigma
Callochromis melanostigma là một loài cá thuộc họ Cichlidae. Nó được tìm thấy ở Burundi và Cộng hòa Dân chủ Congo. Môi trường sống tự nhiên của chúng là hồ nước ngọt.